# Plaza de toros de Dax
La plaza de toros de Dax, ubicada en el parque Théodore-Denis en Dax (Landas) Francia, fue inaugurada en 1913. Allí se celebran corridas de toros y concurso de corrida landesa, que son organizados con motivo de las fiestas de Dax (durante seis días en torno al 15 de agosto hasta en 2012, a partir de 2013 se realizan durante cinco días) y el festival Toros y Salsa, el segundo fin de semana de septiembre. Es una de las siete plazas de toros francesas de primera categoría, el resto son las de Bayona, Mont-de-Marsan, Vic-Fezensac, Nimes, Béziers y Arlés.

## Historia

### Las primeras plazas de toros de madera
Hasta el siglo XVIII, las carreras landesas tienen lugar en la extremidad sur de la actual calle de los Fusilados, donde se encontraba el consistorio municipal. Sin embargo no se autorizan oficialmente por el gobernador de Guyena hasta 1784, con la condición de que el lugar sea « cerrado y rodeado por barreras » para evitar accidentes. Después, las corridas de toros se desarrollan en la lugar del antiguo convento de los Cordeliers lo que resulta, en lo sucesivo el lugar de la corrida. En 1857, las plazas de toros tienen la forma de una herradura con una longitud de una cuarentena metros y de una capacidad para 2000 personas aproximadamente. Las corridas conocen un éxito creciente, las plazas de toros de madera se agrandaron en 1890. Pero la historia de las corridas landesas conoce un periodo de calentamiento porque la autoridad prefectoral quiere prohibir las corridas landesas. La calle del Toro conmemora este episodio, porque aquel día , una vaca se escapa de la plaza de toros antes de estar acabado en esta calle por un landés, Paul Nassiet, hombre de confianza, del también landés, Félix Robert. Las carreras continúan a desarrollarse en estas mismas plazas de toros de madera hasta en 1912 (a pesar de un violento incendio que destruye tres cuartas partes en agosto de 1908).

### Las arenas permanentes
Después de numerosas décadas de corridas landesa en estas plazas de toros en bosques portátiles, el cabildo de Dax decide el 14 de febrero de 1911 la construcción de plazas de toros permanentes en con hormigón armado, a la salida de una votación se decidió con dieciséis votos positivos contra cuatro negativos. Después de este preacuerdo, la decisión es aceptada definitivamente el 15 de junio de la mismo año, a veinte contra cuatro. La última corrida landesa sobre el lugar de la corrida se desarrolla entonces el 29 de agosto de 1911.
Estas nuevas plazas de toros han sido dibujadas por Albert Pomade, arquitecta dacquois. Son edificios sobre el margen de Adur, a las espaldas de las muralla históricas, no muy lejos del centro de la ciudad y del antiguo lugar de la corrida. La elección de una pintura blanca riada y de una arquitectura exterior al estilo andaluz parece estar inspirado de la Plaza de Toros de Sevilla. La inauguración de este edificio de 5 500 localidades tiene lugar el 10 de mayo de 1913 a a las 16:00 horas por Octave Lartigau, alcalde de Dax.
En 1932, diez días antes la corrida landesa de las fiestas anuales, se cuelga el cartel de no hay billetes. Ante este éxito, Eugène Milliès-Lacroix, alcalde de Dax, decide levantar un increíble reto: aumentar la capacidad del lugar ante el acontecimiento inminente. Diez días que duran, los carpinteros trabajan para conseguir el reto. A los pocos días el número de localidades sube de 5 500 a 8 000.
Es posible descubrir por el conserje (boulevard Paul-Lasaosa) el patio de caballos y la capilla de las toreros, lugar de rezo donde los matadores solicitan el amparo de la Virgen antes la corrida. La plaza de toros de Dax han sido las primeras en Francia en poseer una enfermería con servicio quirúrgico de urgencia.
Por decreto del 29 de noviembre de 2013, la totalidad de las plazas de toros están inscritas al título de los monumentos históricos.

## Presentación
Durante los espectáculos taurinos organizados en la plaza de toros de Dax, dos bandas son invitadas habitualmente para asegurar la música: la peña Los Calientes, de Dax, así como la Armonía de la Nèhe. El paso doble jugado durante el paseíllo es Flor de España.

## Carteles pasados
- 2012 :
  - 9 septiembre : Toros de Garcigrande, para Curro Díaz (sustituido por Enrique Ponce) (silencio; ligera bronca tras aviso), El Juli (saludos tras aviso ; silencio) y Manzanares (José María Dolls Samper) (dos orejas; saludos tras aviso).
  - 8 septiembre : Toros de Fuente Ymbro, para El Cid (silencio; silencio), Iván Fandiño (una oreja tras aviso; dos orejas) yDavid Mora (silencio; una oreja).
  - 15 agosto: Toros de Baltasar Ibán, para Diego Urdiales (silencio tras aviso; silencio tras aviso), Sergio Aguilar (silencio; silencio) y Juan del Álamo (ovación; oreja).
  - 15 agosto (rejones) : Toros de Murube, para Pablo Hermoso de Mendoza, Leonardo Hernandez y Joao Moura Jr.
  - 14 agosto: Toros de Zalduendo, para Morante de la Puebla (fuerte ovación ; silencio), Manzanares (José María Dolls Samper) (sustituido por Miguel Ángel Perera) (ovación; fuerte ovación) y Alejandro Talavante (ovación; una oreja).
  - 13 agosto: Toros de Alcurrucén, para Juan Bautista (una  oreja; ovación), El Cid (silencio; silencio tras aviso), Thomas Dufau (silencio; silencio).
  - 12 agosto: Toros de José Escolar Gil, para Fernando Robleño (vuelta al ruedo; ovación), Javier Castaño (bronca; una oreja), y Alberto Aguilar (una oreja; dos orejas).
  - 11 agosto: Toros de Jandilla, para Enrique Ponce (sustituido por Curro Diaz) (saludos al tercio; silencio), El Juli (silencio; fuerte ovación) y Daniel Luque (silencio; división de opiniones).
- 2011 :
  - 11 septiembre : Toros de Victoriano del Río, para Morante de la Puebla (bronca; silencio tras aviso), El Juli (silencio; ovación) y El Cid (ovación; ovación).
  - 10 septiembre : Toros de Núñez del Cuvillo, para Enrique Ponce (silencio; silencio tras un aviso), Manzanares (José María Dolls Samper) (dos orejas; una oreja) y Miguel Ángel Perera (silencio ; silencio).
  - 16 agosto: Toros de La Quinta, para Curro Diaz (silencio; ovación), El Juli (una oreja; silencio) y Miguel Ángel Perera (bronca; silencio).
  - 15 agosto: Toros de Victorino Martin, para Diego Urdiales (silencio; vuelta al ruedo), Julien Lescarret (aplausos; silencio) y Sergio Aguilar (una oreja tras aviso ; silencio).
  - 14 agosto: Toros de Dolores Aguirre, para Juan Jose Padilla (ovación; una oreja), Rafaelillo (división de opiniones; silencio) y Alberto Aguilar (vuelta; aplausos).
  - 14 agosto(rejones): Toros de Fermín Bohórquez, para Fermín Bohórquez Domecq, Pablo Hermoso de Mendoza y Manuel Lupi.
  - 13 agosto: Toros de Ana Romero, para Enrique Ponce (división de opiniones; división de opiniones), El Cid (una oreja; una oreja tras dos avisos) y Juan Bautista (división; una oreja).
  - 12 agosto: Toros de El Pilar, para Morante de la Puebla (división; ovación), Manzanares (José María Dolls Samper) (ovación tras aviso; saludos tras un aviso) y Thomas Dufau (ovación; silencio tras un aviso).
- 2010
  - 13 agosto: Toros de Daniel Ruiz para Enrique Ponce, «Morante de la Puebla» y Daniel Luque
  - 14 agosto: Toros de Victorino Martín para José Luis Moreno, Diego Urdiales y Alberto Aguilar
  - 15 agosto:
    - Corrida de rejones ; toros de Fermín Bohórquez para Fermín Bohórquez, Pablo Hermoso de Mendoza y Manuel Manzanares
    - Toros de Conde de Mayalde para «Rafaelillo», Sergio Aguilar y Mehdi Savalli

  - 16 agosto: Toros de El Pilar para «El Cid», Sebastián Castella y Luis Bolívar
  - 17 agosto: Toros de Ana Morero para Curro Díaz, «El Juli» y Miguel Ángel Perera
- 2009
  - 13 agosto: Toros de Antonio Bañuelos para Uceda Leal, Juan Bautista y Luis Bolívar.
  - 14 agosto: Toros de Daniel Ruiz para Enrique Ponce, «El Juli» y José María Manzanares II.
  - 15 agosto: Toros de Los Bayones para Iván Vicente, «Morenito de Aranda» y Sergio Aguilar.
  - 16 agosto:
    - Corrida de rejones; toros del Niño de la Capea para Fermín Bohórquez, Pablo Hermoso de Mendoza y Manuel Manzanares
    - Toros de El Pilar para Julio Aparicio, « El Cid » y Sebastián Castella

  - 17 agosto: Toros de Hoyo de la Gitana para «El Fundi», Diego Urdiales y Julien Lescarret
- 2008
  - 13 agosto: Toros de Conde de Mayalde para Curro Díaz, «El Cid» yAlejandro Talavante
  - 14 agosto: Toros de Antonio Bañuelos para  Luis Bolívar, Daniel Luque y Joselito Adame
  - 15 agosto:
    - Corrida de rejones ; toros de Niño de la Capea para Andy Cartagena, Diego Ventura y João Moura
    - Toros de Hoyo de la Gitana para «El Fundi», «Rafaelillo» y Julien Lescarret

  - 16 de agosto de 2010 : Toros de Samuel Flores para Enrique Ponce, Juan Bautista y « Serranito »
  - 17 agosto: Toros de Victoriano del Río para «El Juli», José María Manzanares II y Miguel Ángel Perera
- 2007
  - 11 agosto: Toros de Antonio Bañuelos para «El Fundi», José Tomás y Sebastián Castella
  - 12 agosto: Toros de Hoyo de la Gitana para Denis Loré, Sánchez Vara y Julien Lescarret
  - 13 agosto: Toros del Conde de Mayalde para César Rincón, Miguel Ángel Perera y Luis Bolívar
  - 14 agosto: Toros de Montalvo para «El Juli», Juan Bautista y Fernando Cruz
  - 15 agosto:
    - Corrida de rejones ; Andy Cartagena, Diego Ventura y Joao Moura
    - Toros de Los Bayones para Enrique Ponce, Curro Díaz y «El Cid»
- 2006
  - 12 agosto: Toros de Victoriano del Río para César Rincón, «El Cid» y Salvador Vega
  - 13 agosto: Toros de Adelaida Rodríguez para Juan José Padilla, Luis Vilches y Iván García
  - 14 agosto: Toros de Daniel Ruiz para «El Juli», Sebastián Castella y Miguel Ángel Perera
  - 15 agosto:
    - Corrida de rejones ; toros de Sánchez Cobaleda para Raúl Martín Burgos, Andy Cartagena y Diego Ventura
    - Toros de Antonio Bañuelos para «El Fundi» (vuelta y 2 orejas), Juan Bautista (2 orejas y 2 orejas) y Julien Lescarret (oreja y saludos)

  - 16 agosto: Toros de Mercedes Pérez-Tabernero para Enrique Ponce, César Jiménez y José María Manzanares II
- 2005
  - 12 agosto: Toros de Montalvo para Fernando Cepeda, «El Cid» y Julien Lescarret
  - 13 agosto: Toros de José Escolar Gil para «El Fundi», Stéphane Meca y Juan José Padilla
  - 14 agosto: Toros de Antonio Bañuelos para César Rincón, Uceda Leal y César Jiménez
  - 15 agosto:
    - Corrida de rejones ; toros de Sánchez Cobaleda para Raúl Martín Burgos, Andy Cartagena y Diego Ventura
    - Toros de Javier Sánchez-Arjona para «Morante de la Puebla», Salvador Vega y Matías Tejela

  - 16 agosto: Toros de El Ventorrillo para Enrique Ponce, Salvador Vega y Miguel Ángel Perera
- 2004
  - 13 agosto: Toros de El Ventorillo para César Rincón, Uceda Leal y Salvador Vega
  - 14 agosto: Toros de Miura para Denis Loré, «El Fundi» y Luis Vilches
  - 15 agosto:
    - Corrida de rejones ; toros de Sánchez Cobaleda para Raúl Martín Burgos, Andy Cartagena y Diego Ventura
    - Toros de Torrestrella para César Rincón, « El Juli » y Fernando Cruz

  - 16 agosto: Toros de Samuel Flores para Enrique Ponce, Sébastien Castella y Leandro Marcos
  - 17 agosto: Toros de Victorino Martín para Stéphane Meca (oreja y oreja), Juan José Padilla (oreja y petición de la segunda y silencio) y «El Cid» (oreja tras aviso y oreja)
- 2003
  - 13 agosto: Toros de Victoriano del Río para «Morante de la Puebla», «El Juli» (una oreja) y César Jiménez
  - 14 agosto: Toros de Manolo González para Francisco Rivera Ordóñez (una oreja), Antonio Ferrera y Sébastien Castella (silencio y silencio)
  - 15 agosto:
    - Corrida de rejones; toros de Sánchez Cobaleda para Andy Cartagena (dos orejas y rabo) y Diego Ventura (tres orejas)
    - Toros de Dolores Aguirre para Juan José Padilla (una oreja), Eduardo Dávila Miura y Antón Cortés

  - 16 agosto: Toros de Victorino Martín para Stéphane Meca, «El Cid» (una oreja y una oreja) y Javier Valverde
  - 17 agosto: Toros de Samuel Flores para Enrique Ponce (una oreja), Javier Conde y Salvador Vega (una oreja)
- 2002
  - detalles aquí (enlace roto disponible en Internet Archive; véase el historial, la primera versión y la última).
- 2001

- 2000

- 1999[4]
  - 13 agosto: Toros de Jandilla para Manuel Caballero , José Tomás (una  oreja y una oreja ), « El Juli ».
  - 14 agosto: Toros de Torrestrella para César Rincón (una oreja y saludos al tercio), Manuel Díaz «El Cordobés» (dos orejas) , Uceda Leal (una oreja y silencio)
  - 15 agosto: Toros de Diego Puerta Dianez y Hermanos para Paco Ojeda (una oreja y vuelta), Manuel Díaz «El Cordobés» (silencio y saludos al tercio), Diego Urdiales que tomaba la alternativa, (vuelta y vuelta al ruedo)
  - 16 agosto: Toros de Cebada Gago para Stéphane Meca (una  oreja y pitos), Pepín Liria (una oreja), José Luis Moreno (pitos y silencio)
  - 17 agosto: Toros de Samuel Flores para Enrique Ponce (dos orejas y dos orejas y rabo), «Morante de la Puebla» (dos orejas y dos orejas), Miguel Abellán (una oreja y dos orejas)
- 1998
  - detalles aquí Archivado el 4 de marzo de 2016 en Wayback Machine.